# T-3000
T-3000為一名「魔鬼終結者系列電影」中的人形機器人角色，同時也是該系列的第五部作品《魔鬼終結者：創世契機》中的反派。
T-3000的唯一使命是保護和確保天網的安全。T-3000自我描述本身既不是機器也不是人類的存在。監製大衛·艾里森解釋說，電影標題《魔鬼終結者：創世契機》是象徵著技術奇異點和人機混合體的約翰·康納而來。

## 人物
當人類反抗軍將擊敗人工智能天網時，天網製造了一個臨時的實體T-5000並偽裝成反抗軍，命名「艾力克斯」。在天網戰敗後、凱爾·瑞斯被約翰·康納送回1984年以防止終結者暗殺莎拉·康纳時，「艾力克斯」突然襲擊了約翰，他殺死了在場的所有士兵並將約翰的身體細胞感染奈米機器，使其成為新終結者「T-3000」。約翰·康納的轉變之事件使原有被改變分歧，這徹底改寫了過去和未來。
T-3000被送回2014年，而被賦予的使命是協助賽博丹公司開發新系統「創世紀（Genisys）」，「創世紀」同時也是天網的前身。當莎拉和凱爾回到2017年時，T-3000說服他們自己真的是約翰，但其偽裝被守護者識破。後來，T-3000對三人展開了一連串的追殺；最後被守護者困於時間機器中而使身體被瓦解消滅。
此外，守護者於電影中曾解釋，在試圖製造T-3000時造成許多試驗者發瘋和死亡，而約翰是唯一已知受感染後的生存者。

## 能力
以奈米級磁粉組成的T-3000具有高度先進的能力，包括高速移動、奈米體分散與重組和變身。除了子彈與一般火藥無法傷及外，其變化能力遠超越T-1000，能完全仿製他人外表與肢體、說話方式。加上還擁有原人類宿主的記憶和個性，T-3000滲透的能力勝於以往的終結者。但不能像T-5000一樣，無法感染他人以創造更多的T-3000。其弱點為高密度強磁場會干擾體內的磁粉運作，同時雖然原作沒有提及，但可以推論摧毀T-1000的高溫溶爐一樣能破壞它。

## 另見
- 奈米科技
- 時間旅行
- 量子場論
- 人類增強

## 備註
1. ↑  其身體被守護者以自製的磁石拳套干擾，而無法變化成人皮型態，加上搭乘時空機時若攜金屬物搭乘會產生爆炸。